# Lincoln-Nationalpark
Der 315 km² große Lincoln-Nationalpark befindet sich im Bundesstaat South Australia in Australien, 15 Kilometer südlich von Port Lincoln und 249 Kilometer westlich von Adelaide auf der Eyre-Halbinsel. Als der Park 1941 gegründet wurde, war er der erste Nationalpark Südaustraliens. Er umfasst eine Halbinsel an der Südspitze der Eyre-Halbinsel und einige davor liegenden Inseln.

## Geschichte
Die Aboriginesstämme der Barngala und Nauo lebten in dieser Region, bevor die europäischen Siedler kamen. Die Europäer betrieben Holz- und Weidewirtschaft sowie Guanoabbau. Der Park bietet einen Blick in die vergangene Zeit der europäischen Besiedlung wie auch auf heilige Stätte der Aborigines entlang des Investigator Trail. Matthew Flinders kam 1802 als erster Europäer in diese Gegend und bei einer Expeditionsfahrt auf das Meer kamen acht seiner Männer ums Leben. Nach diesem Erlebnis benannte er den Ort des Unglücks Cape Catastrophe und seine vorgelagerten Inseln nach den acht ums Leben gekommenen Personen: Thistle, Taylor, Smith, Little, Grindal, Hopkins, Williams und Lewis Islands.

## Fauna und Flora

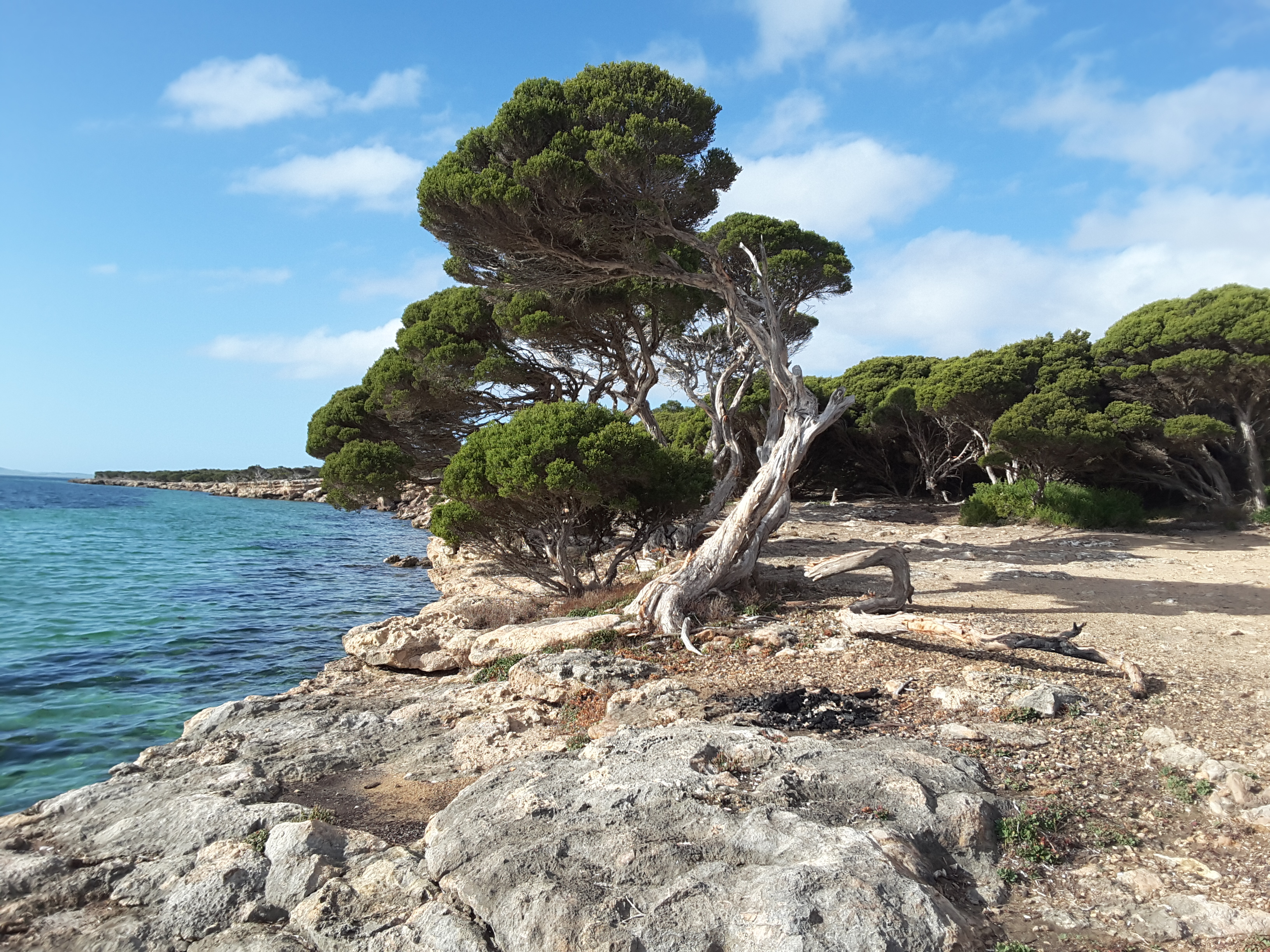
Hobsons Bay im Lincoln-Nationalpark

Vom Mai bis Oktober können Wale beobachtet werden, die vom Antarktik in die wärmeren Wasser um den Park zum Kalben kommen. Seelöwen und Delphine schwimmen nahe Cape Donigton und auch bei Curta Rocks. Im Park leben zahlreiche Tiere, wie Graue Kängurus, Australische Buschratten, Bilchbeutler, Kaninchennasenbeutler, Derbywallabys und Fuchskusu. 123 Vogelarten, darunter Weißbauch-Seeadler, Papageien und eine Unterart des Emus. Geckos, Reptilien und Schlangen kommen ebenso im Nationalpark vor.
Im Park wachsen unterschiedlichste Eukalyptusbäume und -sträucher. Akazien und Wildblumen blühen im Frühjahr.

## Besuchereinrichtungen
Camping, Wandern und Bootfahren sowie Picknick ist möglich. Ferner können an der Küste Fische geangelt werden. Das Betreten des Parks ist nur mit Genehmigung des Port Lincoln Visitor Information Centre erlaubt.